# Landtagswahlkreis Naumburg
Der Landtagswahlkreis Naumburg (Wahlkreis 40) ist ein Landtagswahlkreis in Sachsen-Anhalt. Er umfasste zur Landtagswahl in Sachsen-Anhalt 2021 vom Burgenlandkreis die Einheitsgemeinde Naumburg (Saale), die Verbandsgemeinde Unstruttal (mit den Gemeinden Balgstädt, Freyburg (Unstrut), Gleina, Goseck, Karsdorf, Laucha an der Unstrut und Nebra) sowie die Verbandsgemeinde Wethautal (mit den Gemeinden Meineweh, Mertendorf, Molauer Land, Osterfeld, Schönburg, Stößen und Wethau).
Der Wahlkreis wird in der achten Legislaturperiode des Landtages von Sachsen-Anhalt von Daniel Sturm vertreten. Er vertritt den Wahlkreis seit der Wahl im Jahr 2006 und verteidigte das Direktmandat zuletzt bei der Landtagswahl am 6. Juni 2021 mit 42,1 % der Erststimmen.

## Wahl 2021
Im Vergleich zur Landtagswahl 2016 wurde der Zuschnitt des Wahlkreises nicht verändert. Der Name des Wahlkreises blieb gleich, die Nummer wurde jedoch von 42 auf 40 geändert.
Es traten acht Direktkandidaten an. Von den Direktkandidaten der vorhergehenden Wahl traten Daniel Sturm, Lydia Funke und Gunnar Blache erneut an. Daniel Sturm verteidigte das Direktmandat mit 42,1 % der Erststimmen.
|                   |                      | Erst- stimmen | Erst- stimmen | Zweit- stimmen | Zweit- stimmen |
| Bewerber          | Partei               | Anzahl        | %             | Anzahl         | %              |
| ----------------- | -------------------- | ------------- | ------------- | -------------- | -------------- |
| Wahlberechtigte   | Wahlberechtigte      | 46.779        | 100,0         | 46.779         | 100,0          |
| Wähler            | Wähler               | 27.308        | 58,4          | 27.308         | 58,4           |
| Ungültige Stimmen | Ungültige Stimmen    | 294           | 1,1           | 285            | 1,0            |
| Gültige Stimmen   | Gültige Stimmen      | 27.014        | 98,9          | 27.023         | 99,0           |
| davon             |                      |               |               |                |                |
| Daniel Sturm      | CDU                  | 11.384        | 42,1          | 11.009         | 40,7           |
| Lydia Funke       | AfD                  | 6.489         | 24,0          | 6.257          | 23,2           |
| Jan Thyen         | DIE LINKE            | 2.509         | 9,3           | 2.653          | 9,8            |
| Manuela Hartung   | SPD                  | 2.120         | 7,8           | 1.831          | 6,8            |
| Sebastian Pank    | GRÜNE                | 865           | 3,2           | 1.236          | 4,6            |
| Gunnar Blache     | FDP                  | 1.539         | 5,7           | 1.742          | 6,4            |
| –                 | FREIE WÄHLER         | –             | –             | 467            | 1,7            |
| –                 | NPD                  | –             | –             | 76             | 0,3            |
| –                 | Tierschutzpartei     | –             | –             | 299            | 1,1            |
| –                 | Tierschutzallianz    | –             | –             | 76             | 0,3            |
| –                 | LKR                  | –             | –             | 18             | 0,1            |
| Stefan Garthoff   | Die PARTEI           | 858           | 3,2           | 312            | 1,2            |
| –                 | Gartenpartei         | –             | –             | 148            | 0,5            |
| –                 | FBM                  | –             | –             | 30             | 0,1            |
| –                 | TIERSCHUTZ hier!     | –             | –             | 131            | 0,5            |
| –                 | dieBasis             | –             | –             | 455            | 1,7            |
| –                 | Klimaliste ST        | –             | –             | 10             | 0,0            |
| –                 | ÖDP                  | –             | –             | 34             | 0,1            |
| –                 | Die Humanisten       | –             | –             | 26             | 0,1            |
| –                 | Gesundheitsforschung | –             | –             | 94             | 0,3            |
| –                 | PIRATEN              | –             | –             | 82             | 0,3            |
| –                 | WiR2020              | –             | –             | 37             | 0,1            |
| Thomas Jaeger     | Einzelbewerber       | 1.250         | 4,6           | –              | –              |

## Wahl 2016
Bei der Landtagswahl in Sachsen-Anhalt 2016 waren 49.365 Einwohner wahlberechtigt; die Wahlbeteiligung lag bei 62,6 %. Daniel Sturm gewann das Direktmandat für die CDU.
| Bewerber             | Partei         | Erststimmen in % | Zweitstimmen in % |
| -------------------- | -------------- | ---------------- | ----------------- |
| Daniel Sturm         | CDU            | 31,9             | 29,4              |
| Jan Wagner           | LINKE          | 15,2             | 15,0              |
| Thomas Mario Postleb | SPD            | 10,3             | 9,1               |
| Gunnar Blache        | FDP            | 5,2              | 5,0               |
| Steffi Schikor       | GRÜNE          | 4,3              | 4,1               |
| Ruth Müller          | Einzelbewerber | 2,2              | -                 |
| Lydia Funke          | AfD            | 30,8             | 28,6              |
| -                    | NPD            | -                | 2,8               |
| –                    | Sonstige       | –                | 6,0               |

## Wahl 2011
Bei der Landtagswahl in Sachsen-Anhalt 2011 waren 42.051 Einwohner wahlberechtigt; die Wahlbeteiligung lag bei 50,0 %. Daniel Sturm gewann das Direktmandat für die CDU.
| Bewerber         | Partei           | Erststimmen in % | Zweitstimmen in % |
| ---------------- | ---------------- | ---------------- | ----------------- |
| Daniel Sturm     | CDU              | 39,2             | 34,5              |
| Jan Wagner       | Die Linke        | 22,3             | 22,5              |
| Krimhild Fischer | SPD              | 18,1             | 19,3              |
| Jens-Uwe Droese  | FDP              | 2,7              | 3,8               |
| Frank Albrecht   | GRÜNE            | 5,9              | 6,2               |
| Günther Weiße    | Freie Wähler     | 5,4              | 3,6               |
| –                | KPD              | –                | 0,2               |
| –                | MLPD             | –                | 0,1               |
| Andreas Karl     | NPD              | 6,4              | 6,8               |
| –                | ödp              | –                | 0,1               |
| –                | Tierschutzpartei | –                | 1,6               |
| –                | Piraten          | –                | 1,0               |
| –                | SPV              | –                | 0,4               |

## Wahl 2006
Bei der Landtagswahl in Sachsen-Anhalt 2006 traten folgende Kandidaten an:
| Name                              | Partei          | Erststimmen | Zweitstimmen |
| --------------------------------- | --------------- | ----------- | ------------ |
| Daniel Sturm                      | CDU             | 37,7 %      | 38,3 %       |
| Katja Bier                        | Die Linke       | 24,6 %      | 23,0 %       |
| Krimhild Fischer                  | SPD             | 20,7 %      | 19,0 %       |
| Jens-Uwe Droese                   | FDP             | 8,6 %       | 7,0 %        |
| Thomas Klimke                     | GRÜNE           | 5,0 %       | 3,0 %        |
| Peter Wiest                       | Off D-STATT-DSU | 1,3 %       | 0,2 %        |
| Roland Ködel                      | Einzelbewerber  | 1,3 %       | -            |
| Werner Kutschbach                 | Einzelbewerber  | 0,7 %       | -            |
| -                                 | DVU             |             | 5,0 %        |
|                                   | Sonstige        | -           | 4,5 %        |
| Wahlberechtigte: 43.915 Einwohner |                 |             |              |
| Wahlbeteiligung: 43,7 %           |                 |             |              |

## Wahl 2002
Bei der Landtagswahl in Sachsen-Anhalt 2002 traten folgende Kandidaten an:
| Name                              | Partei         | Erststimmen | Zweitstimmen |
| --------------------------------- | -------------- | ----------- | ------------ |
| Curt Becker                       | CDU            | 52,4 %      | 41,2 %       |
| Roland Ködel                      | PDS            | 18,6 %      | 20,0 %       |
| Krimhild Fischer                  | SPD            | 16,4 %      | 18,3 %       |
| Jens-Uwe Droese                   | FDP            | 8,0 %       | 11,7 %       |
| Thomas Klimke                     | GRÜNE          | 3,4 %       | 1,7 %        |
| Rolf Fritz                        | Einzelbewerber | 1,1 %       | -            |
| -                                 | Schill         | -           | 4,3 %        |
|                                   | Sonstige       | -           | 2,8 %        |
| Wahlberechtigte: 44.211 Einwohner |                |             |              |
| Wahlbeteiligung: 54,9 %           |                |             |              |

## Wahl 1998
Bei der Landtagswahl in Sachsen-Anhalt 1998 konnte der damalige Naumburger Oberbürgermeister Curt Becker eines von zwei verbliebenen Direktmandaten für die CDU gewinnen. Bei den Zweitstimmen war jedoch die SPD klar stärkste Partei. Es traten folgende Kandidaten an:
| Name                              | Partei   | Erststimmen | Zweitstimmen |
| --------------------------------- | -------- | ----------- | ------------ |
| Curt Becker                       | CDU      | 36,5 %      | 24,9 %       |
| Irene Lindenberg                  | PDS      | 22,6 %      | 19,5 %       |
| Krimhild Fischer                  | SPD      | 32,6 %      | 33,6 %       |
| Günter Tomczak                    | FDP      | 5,4 %       | 4,4 %        |
| Oswald Rühlmann                   | GRÜNE    | 2,9 %       | 2,9 %        |
| -                                 | DVU      | -           | 12,4 %       |
|                                   | Sonstige | -           | 2,3 %        |
| Wahlberechtigte: 48.994 Einwohner |          |             |              |
| Wahlbeteiligung: 73,3 %           |          |             |              |

## Wahl 1994
Bei der Landtagswahl in Sachsen-Anhalt 1994 traten folgende Kandidaten an:
| Name                              | Partei         | Erststimmen | Zweitstimmen |
| --------------------------------- | -------------- | ----------- | ------------ |
| Curt Becker                       | CDU            | 47,2 %      | 38,8 %       |
| Heidrun Tannenberg                | PDS            | 15,7 %      | 16,2 %       |
| Christiane Doll                   | SPD            | 28,2 %      | 33,0 %       |
| Franz Marten                      | FDP            | 3,5 %       | 3,8 %        |
| -                                 | GRÜNE          | -           | 4,1 %        |
| Gesine Weise                      | DSU            | 0,6 %       | 0,4 %        |
| Christian Höhndorf                | REP            | 1,7 %       | 1,9 %        |
| Gisela Grafe                      | Graue          | 1,1 %       | 0,8 %        |
| Peter Kah                         | Einzelbewerber | 1,8 %       | -            |
|                                   | Sonstige       | -           | 1,0 %        |
| Wahlberechtigte: 48.245 Einwohner |                |             |              |
| Wahlbeteiligung: 55,5 %           |                |             |              |